# Долговоля
Долговоля (укр. Довговоля) — село во Владимирецкой поселковой общине Варашского района Ровненской области Украины.
До 2020 года входило во Владимирецкий район.
Население по переписи 2001 года составляло 1871 человек. Почтовый индекс — 34360. Телефонный код — 3634.